# Cydistomyia ceylonicus
Cydistomyia ceylonicus är en tvåvingeart som först beskrevs av Ricardo 1911.  Cydistomyia ceylonicus ingår i släktet Cydistomyia och familjen bromsar.
Artens utbredningsområde är Sri Lanka. Inga underarter finns listade i Catalogue of Life.